# Шелпаков, Сергей Васильевич
Сергей Васильевич Шелпаков (род. 18 сентября 1956, Исилькуль, Омская область) — советский велогонщик, заслуженный мастер спорта СССР (1980).

## Биография
Велоспортом начал заниматься с 1968 года в ДЮСШ-8 г. Омска.
 Первый тренер — заслуженный тренер СССР Анатолий Семенович Чалов.
Выступал за клуб «Буревестник» (Омск). Член сборной СССР (велошоссе).
Чемпион Олимпийских игр 1980 года в Москве в командной шоссейной гонке на 101 км вместе с Юрием Кашириным, Олегом Логвиным и Анатолием Яркиным.
Двукратный чемпион Европы 1974 года среди юношей в групповой гонке на 125 км и в командной гонке на 75 км.
Двукратный чемпион Европы, многократный чемпион СССР, победитель Спартакиады народов СССР 1979 года.
В 1983 году окончил Омский ГИФК, работал инструктором в комитете по физической культуре и спорту омского облисполкома, потом инструктором облсовета ДСО «Буревестник», преподавал на кафедре Омского государственного института физической культуры и спорта.
Президент Омского фонда спорта. Директор Омской областной школы высшего спортивного мастерства (1985—2002). С 2002 года был заместителем губернатора Омской области, начальником Главного управления физической культуры и спорта Омской области. Министр по делам молодёжи, физической культуры и спорта Омской области (С 23 января 2004 года по 30 мая 2012 года).
25 августа 2012 года назначен заместителем министра спорта Российской Федерации. Ведает вопросами развития паралимпийских и сурдлимпийских видов спорта, развития физической культуры и массового спорта среди различных возрастных групп и категорий населения; развития спорта инвалидов и лиц с ограниченными возможностями здоровья; региональной политики в области физической культуры и спорта; пропаганды физической культуры, спорта и здорового образа жизни.
Награждён орденом «Знак Почета» (1980 год) и медалью ордена «За заслуги перед Отечеством» II степени (2007 год).
Женат, двое детей.